# La Unión (Nariño)
Pour les articles homonymes, voir La Unión.
La Unión est une municipalité située dans le département de Nariño en Colombie.